# シンガポールの交通
シンガポールの交通（シンガポールのこうつう）では、シンガポール国内での交通事情と、シンガポールと他国を結ぶ交通事情について解説する。
シンガポールの交通は陸上交通が主である。シンガポール内の隅々まで道路が整備されており、シンガポール本島からセントーサ島やジュロン島にも橋で道路がつながっている。また、鉄道も整備されており、マス・ラピッド・トランジットは東西南北に伸び、ライト・レール・トランジットは公共住宅密集地を循環している。その他の島はシンガポール本島からフェリーが出ている。また、国土が小さいため国内の空運は存在しない。
シンガポールは、海路と空路で沢山の国々と繋がっており、マレーシアとは2箇所に橋（コーズウェイ · セカンドリンク）が架かっている他、シンガポール・チャンギ国際空港は国際的なハブ空港、シンガポール港は国際的な積み替え港（トランスシップメント）である。

## 第二次世界大戦前後

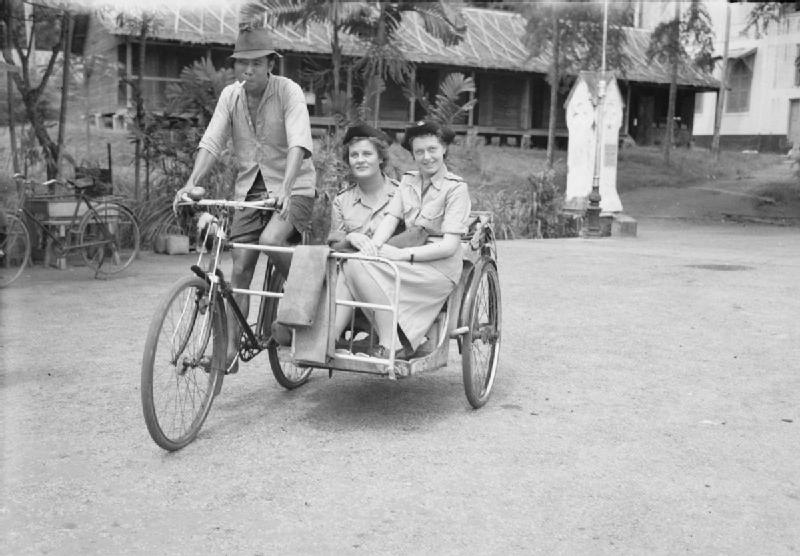
イギリス人看護師が休暇中に自転車タクシーに乗っている（1946年ごろ）

第二次世界大戦以前の重要な都市公共交通は人力車(Rikishaw)であった。戦後自転車タクシー（Trishaw）がこれに取って代わり、1980年まで自転車タクシーが重要な都市公共交通だった。その後人力車タクシーは廃れたものの現在でも観光客向けに残っている。

## 国内の陸上交通

### 道路
詳細は「シンガポールでの運転」を参照
シンガポールはロード・プライシングシステムをいち早く取り入れ成功させた。シンガポール・エリア・ライセンシング・スキームを1975年に始め、後に電子料金収受システム（ERP）に置き換えた。
- 高速道路: 161 km
- 幹線道路: 645 km
- 準幹線道路: 557 km
- 地方道路: 2048 km(2011)[1]

概要
他の多くのコモンウェルスの国々と同じく、左側通行である。なお左ハンドル車の登録・走行は禁止されている。
このため日本人には比較的運転しやすい地域であるが、ラウンドアバウトや交差点で右側優先である点など、異なる点も多い。
また交通マナーでは、日本と比較して車間距離が短い、ウィンカーを出さない場合がある、歩行者が最優先でない、といった点で異なる。バスなどの公共交通機関の円滑な交通を優先する規則も日本よりも厳しい。
また東南アジア特有のスコールなど大雨・雷雨の天候での運転もあり、注意が必要である。飲酒運転や携帯電話の使用など、運転手に対する罰則の強化については日本など他国と通じるものがある。
車両
台数: 969,910台 (2012年)
車両は日本車とドイツ車の割合が高い。シンガポールは関税や自動車購入権により、自動車の乗り出し価格が非常に高価であることで知られる（シンガポール#自家用車 を参照）。
交通事故
2012年の死亡者数は169名で、2011年の195名から減少した。

### 高速道路

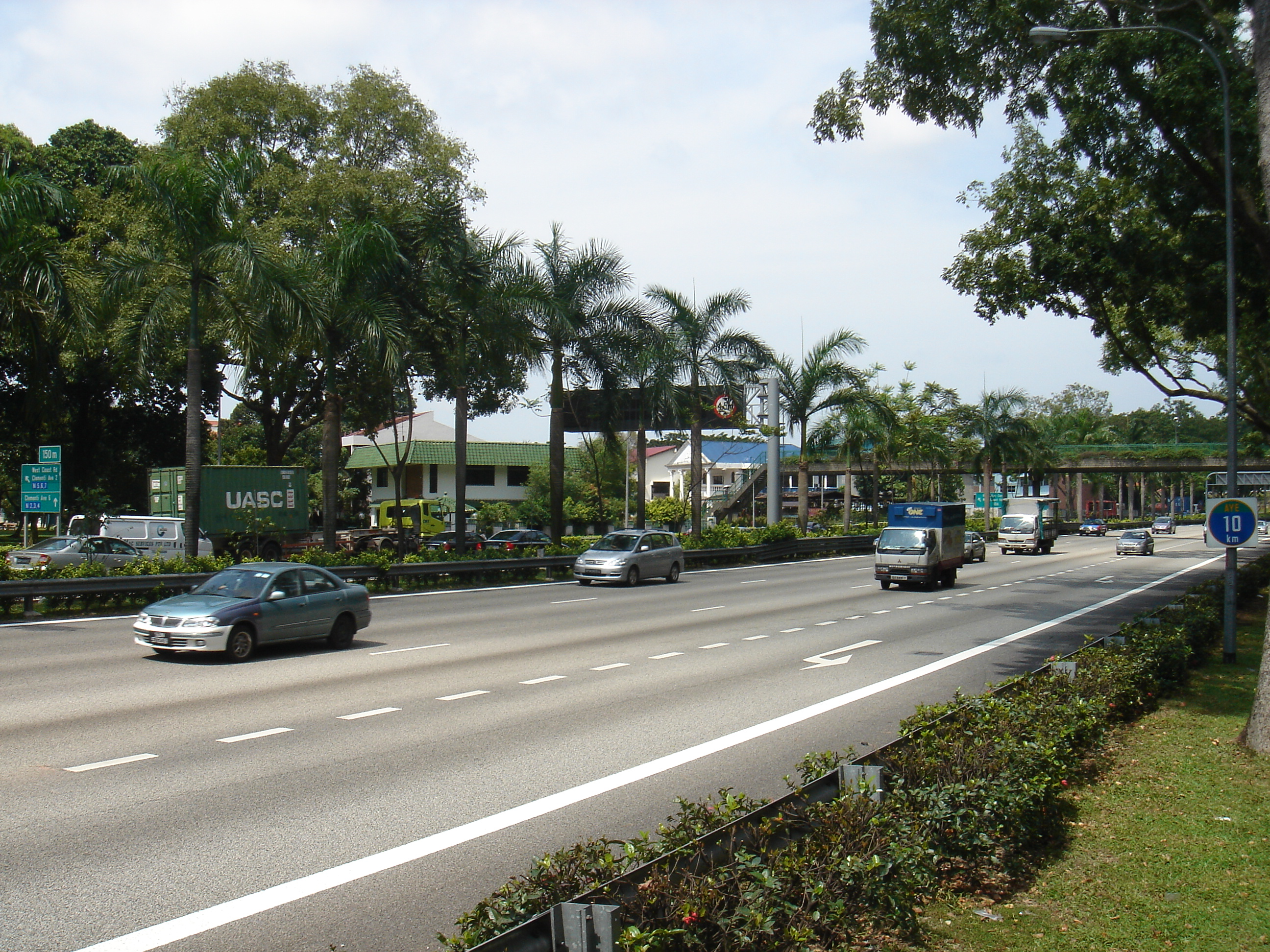
アヤ・ラジャー・エキスプレスウェイ

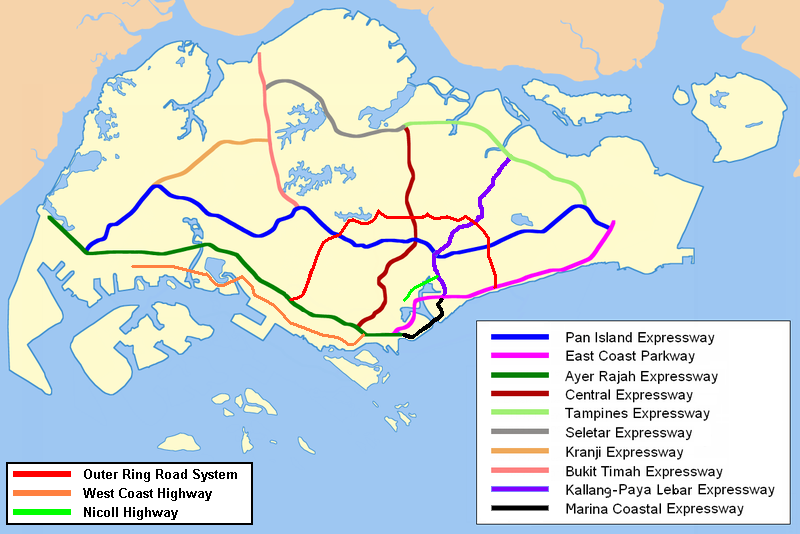
シンガポールの高速道路ネットワーク

シンガポールの高速道路は陸上交通庁が計画、建設、管理を行なっている。高速道路は地方と中心地を結び、重要な役割を果たしている。シンガポールの高速道路は以下：
- アヤ・ラジャー・エキスプレスウェイ (AYE: Ayer Rajah Expressway)
- ブキッ・ティマ・エキスプレスウェイ (BKE: Bukit Timah Expressway)
- セントラル・エキスプレスウェイ (CTE: Central Expressway)
- イーストコースト・パークウェイ (ECP:East Coast Parkway)
- カラン・パヤレバー・エキスプレスウェイ (KPE: Kallang-Paya Lebar Expressway)
- クランジ・エキスプレスウェイ (KJE:Kranji Expressway)
- パン・アイランド・エキスプレスウェイ (PIE: Pan Island Expressway)
- セレター・エキスプレスウェイ (SLE: Seletar Expressway)
- タンピネス・エキスプレスウェイ (TPE: Tampines Expressway)
- マリーナ・コースタル・エキスプレスウェイ (MCE: Marina Coastal Expressway)
- ノース・サウス・エキスプレスウェイ (計画中)[4]

独立後まもなく都市部での交通渋滞を避けるためにそのため高速道路が計画、建設され始めた。また、地方の公共住宅に住人のほとんどの職場が都市部であるために建設される公共住宅街のある地方部と都市部間の交通利便性も考慮された。

### ケーブルカー
シンガポール・ケーブルカー（ロープウェイ）はシンガポールで唯一のロープウェイで本島のマウント・フェイバーからセントーサ島を繋いでいる。シンガポール島からセントーサ島には橋がかかっており、タクシー、バスで行ける他、セントーサ・エクスプレス（モノレール）も通っているためケーブルカーは観光アトラクションとして利用されている。

## 公共交通

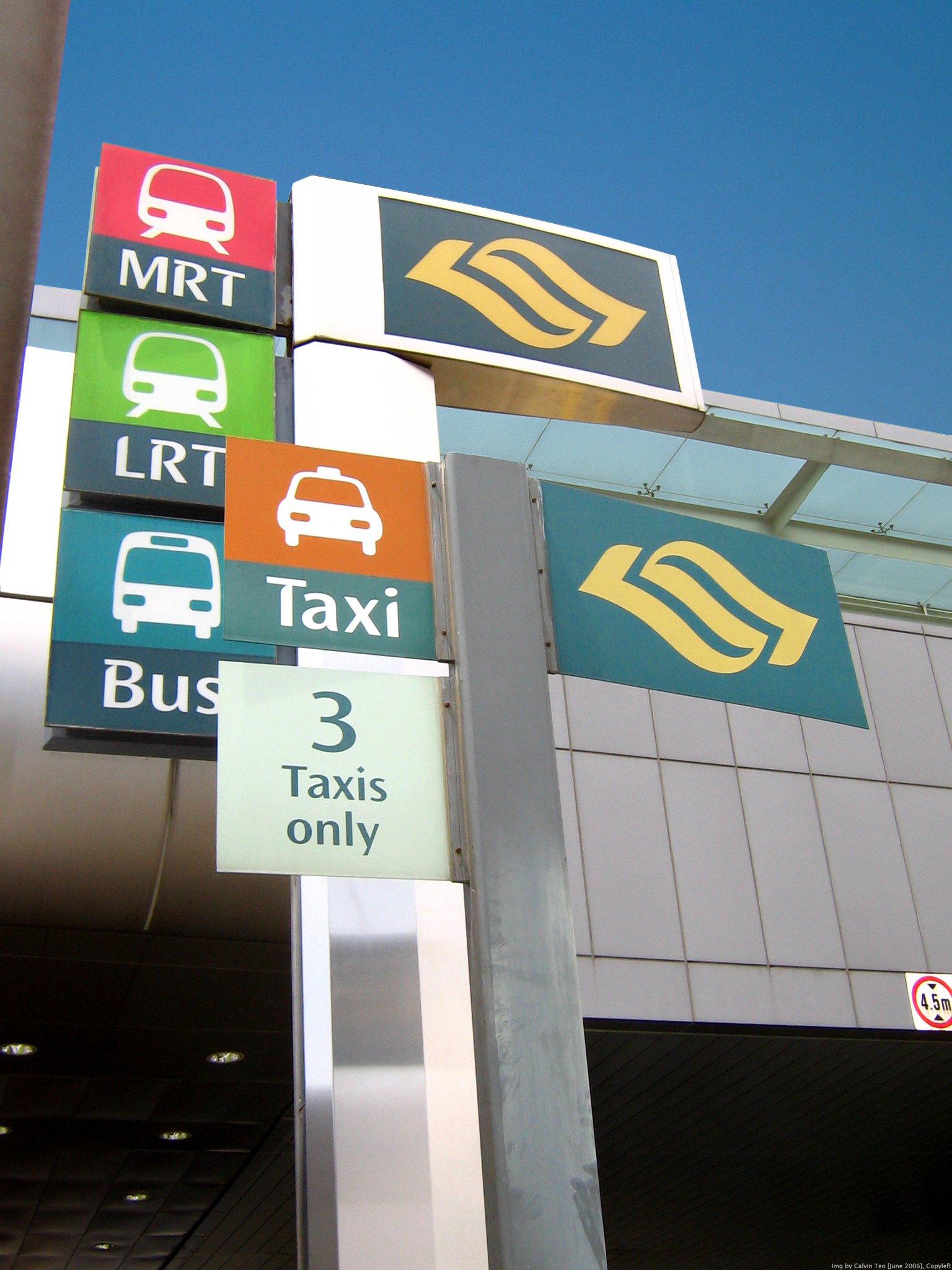
MRT、LRT、バス、タクシーがシンガポールの公共交通

シンガポール独立以前の公共交通はトラム（路面電車）、トロリーバス、バスが走っていた。
独立後の公共交通はバス、鉄道、タクシーがある。国土が狭いために自家用車の台数を減らす必要があったために政府が重点を置き開発した。その結果、2008年現在では一日530.8万人が公共交通を利用している。
公共交通はシンガポール人の通勤、通学に欠かせないもので、2000年の国勢調査 によれば通勤するシンガポール人（外国人を含まず）の52.4%が公共交通機関を利用しており、残りの41.6%が個人所有の車両、6.1%が車両を利用していない。通学は41.5%が公共交通機関、24.9%が個人所有の車両、30.1%が車両を利用していない。
しかし、シンガポール永住者（外国人含む）の公共交通機関の利用率は減少している。1990年には55%だったものが46.3%となった。シンガポール政府はこれを75%まで引き上げようとしている。
鉄道、バス、タクシーは陸上交通庁の管轄である。料金とバスサービスについては陸上交通庁から独立した公共交通会議の管轄である。陸上交通庁の使命は公共交通の発展と浸透であり、特に中心地区での空気汚染に配慮している。
2007年12月に陸上交通庁、シンガポール政府観光局、EZ-linkによって観光客向けのシンガポール・ツーリストパスが発売された。ツーリストパスは8ドルでSBSトランジット、SMRTバス、SMRTトレインズの運行するものが無制限で乗れる。ただし、夜間運行のナイトライダーなどには適用されない。限られたMRTの駅で買うことができる。

### バス
詳細は「シンガポールのバス」を参照
SBSトランジット
- 路線: 300以上 (2013)
- 台数: 3,000台以上 (2013)

SMRTバス
- 路線: 100以上 (2013)
- 台数: 900台以上 (2013)

### 鉄道

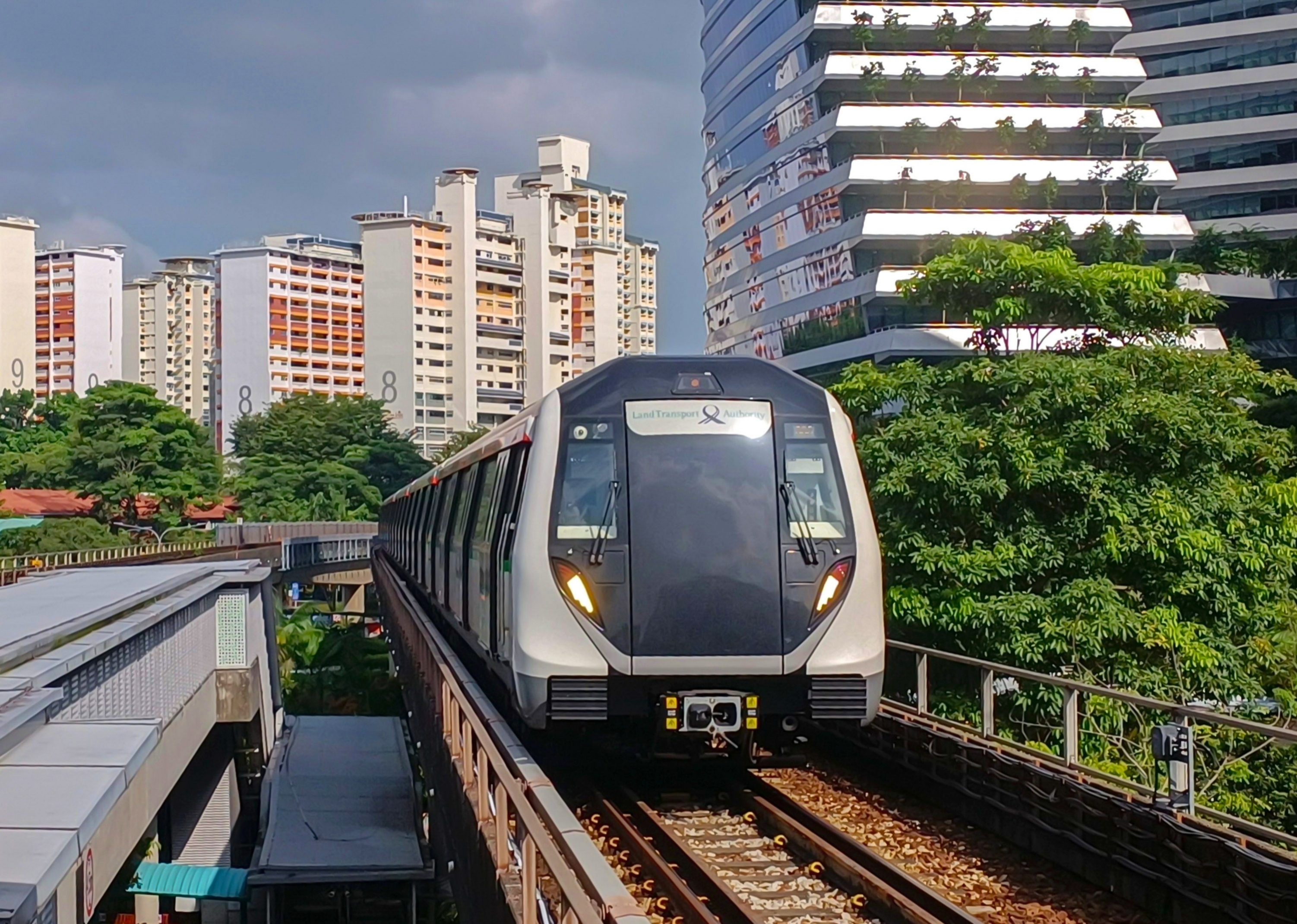
マス・ラピッド・トランジット

シンガポールの鉄道ネットワーク

マス・ラピッド・トランジット（MRT）は標準軌の都市高速鉄道。総距離は157.9 km (98.11 mi)で計画中も含め、102の駅がある。
- 営業中
  - MRT南北線（SMRTコーポレーション）
  - MRT東西線（SMRTコーポレーション）
  - MRT環状線（SMRTコーポレーション）
  - MRT北東線（SBSトランジット）
  - MRTダウンタウン線（SBSトランジット）

1999年に新交通システムのライト・ラピッド・トランジットが公共住宅の多い地域で開業。まずは総距離7.8 kmのLRTブキ・パンジャン線が開業し、その後LRTセンカン線LRTプンゴル線が開業した。
2007年に開業した総距離2.1 kmのセントーサ・エクスプレスはシンガポール本島とセントーサ島を結んでいる。

### タクシー

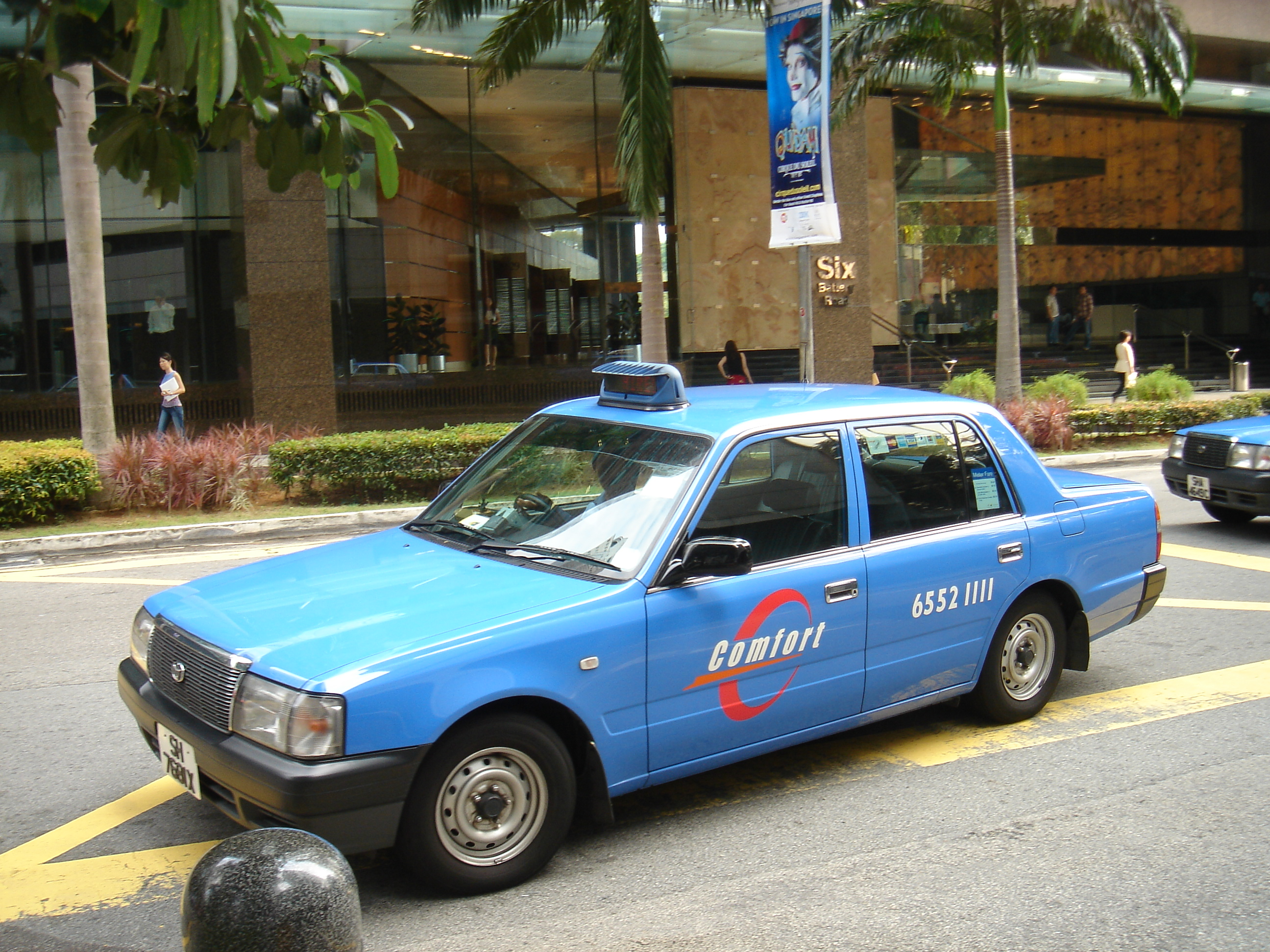
コンフォートデルグロ・タクシー

詳細は「シンガポールのタクシー」を参照
台数: 28,210 (2012)
すべてのタクシーに料金メーター、エアコンがついており、ほとんどのタクシーは5人乗りで、無線が搭載されており、ディーゼル車である。法律によりすべての乗客はシートベルト着用の義務がある。
1日の利用者数: 約588,632人
タクシー会社
コンフォートデルグロ・タクシー (11147台)
- トヨタ・クラウン
- ヒュンダイ・ソナタ CRDI

コンフォートデルグロ・シティキャブ (3835台)
- 日産・セドリック (20 units)
- トヨタ・クラウン
- メルセデス・ベンツ・E220 CDI (Presido)
- メルセデス・ベンツ・Vito 115 CDI (MaxiCab: 7-seater)
- ヒュンダイ・ソナタ CRDI

個人タクシー イエロートップキャブ (482台)
- トヨタ・クラウン
- トヨタ・ライトエース (5-seater van conversion)
- メルセデス・ベンツ・E220 CDI (Sovereign)
- ボルボ・V70, 天然ガス
- フィアット・クロマ JTD

SMRTタクシー (3004台)
- 日産・セドリック (5 Units)
- トヨタ・クラウン
- メルセデス・ベンツ・E220 CDI (Prestige)
- 雙龍・ロディウス SV270 XDI (Space: 7-seater)
- ヒュンダイ・アゼラ  CNG
- クライスラー・300C

ユニオン・エナジー・コーポレーション・トランスキャブ (2139台)
- トヨタ・クラウン
- トヨタ・ウィッシュ CNG
- メルセデス・ベンツ・E220 CDI

プレミアタクシー・シルバーキャブ (1900台)
- トヨタ・クラウン
- キア・マジェンティス CRDI
- メルセデス・ベンツ・E220 CDI (Silverstar)
- シュコダ・スペルブ 2.5 V6 TDI (SilverArrow)
- トヨタ・ウィッシュ
- ヒュンダイ・i30

スマート・オートモービル (781台)
- トヨタ・クラウン
- メルセデス・ベンツ・E200 NGT, natural gas/petrol bi-fuel (Supreme)
- フォルクスワーゲン・トゥーラン 1.9 TDI PD (Supreme)
- トヨタ・カムリー JDM, natural gas

プライムタクシー (198台)
- トヨタ・アクシオ CNG
- トヨタ・フィールダー CNG
- トヨタ・ウィッシュ CNG
- ホンダ・エアウェイブ CNG
- ホンダ・ストリーム CNG

## 国際交通

### 陸上交通

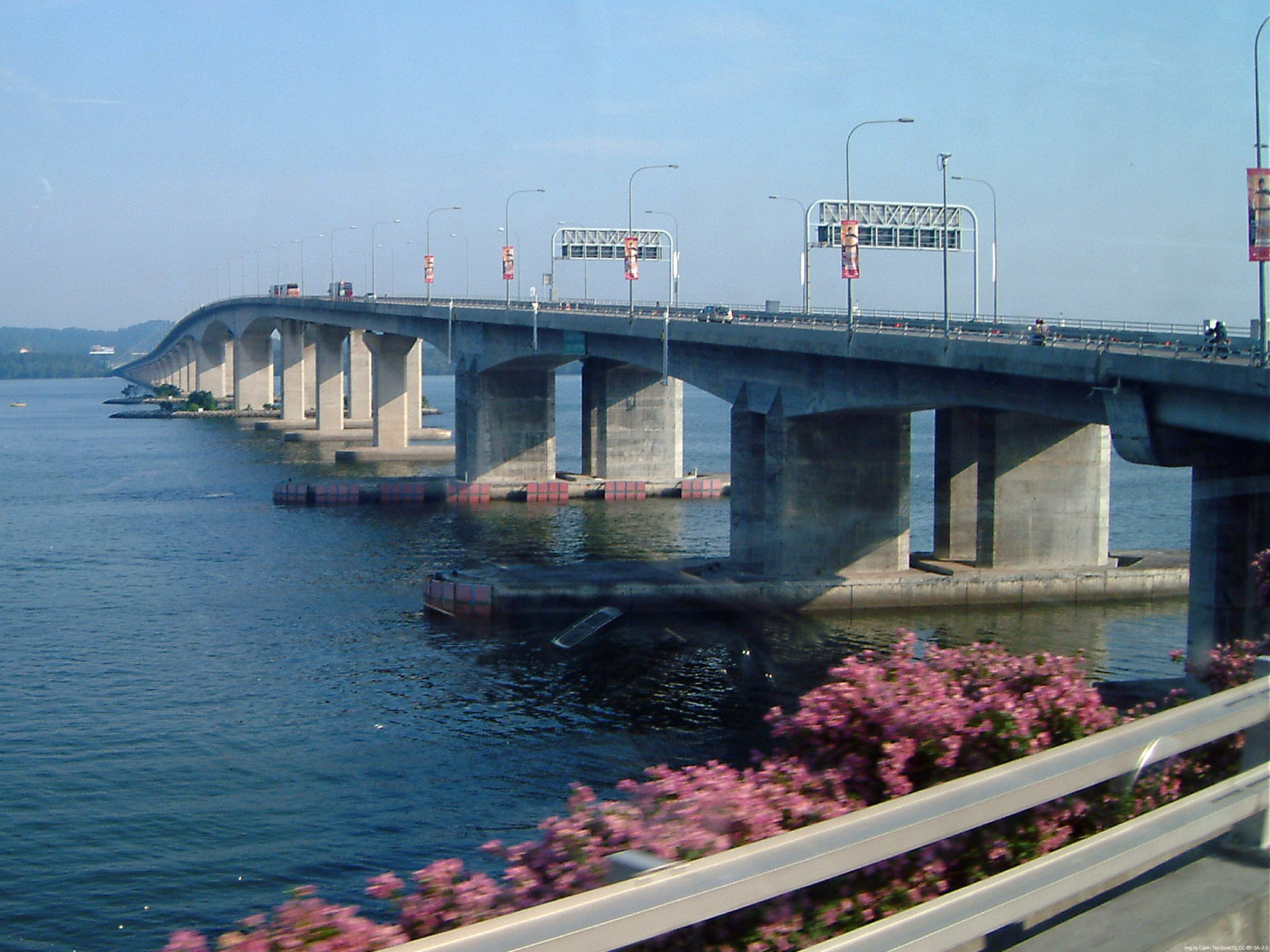
マレーシア・シンガポール・セカンドリンク

シンガポールとマレーシアの間には2本の橋が架かっている。ジョホール・シンガポール・コーズウェイは1920年代に建設され、シンガポール北部のウッドランズとマレーシアのジョホールバルを道路と鉄道が結んでいる。マレーシア・シンガポール・セカンドリンクは1996年に完成し、シンガポール西部のトゥアスとジョホール州のタンジュン・クパンを道路が結んでいる。
マレー鉄道のウエストコースト線がシンガポール北部のウッドランズ・トレイン・チェックポイントまで伸びている。2011年までのウエストコースト線の終点はシンガポール南部のタンジョン・パガー駅だったが二国間の取り決めにより廃止された。

### 海上交通

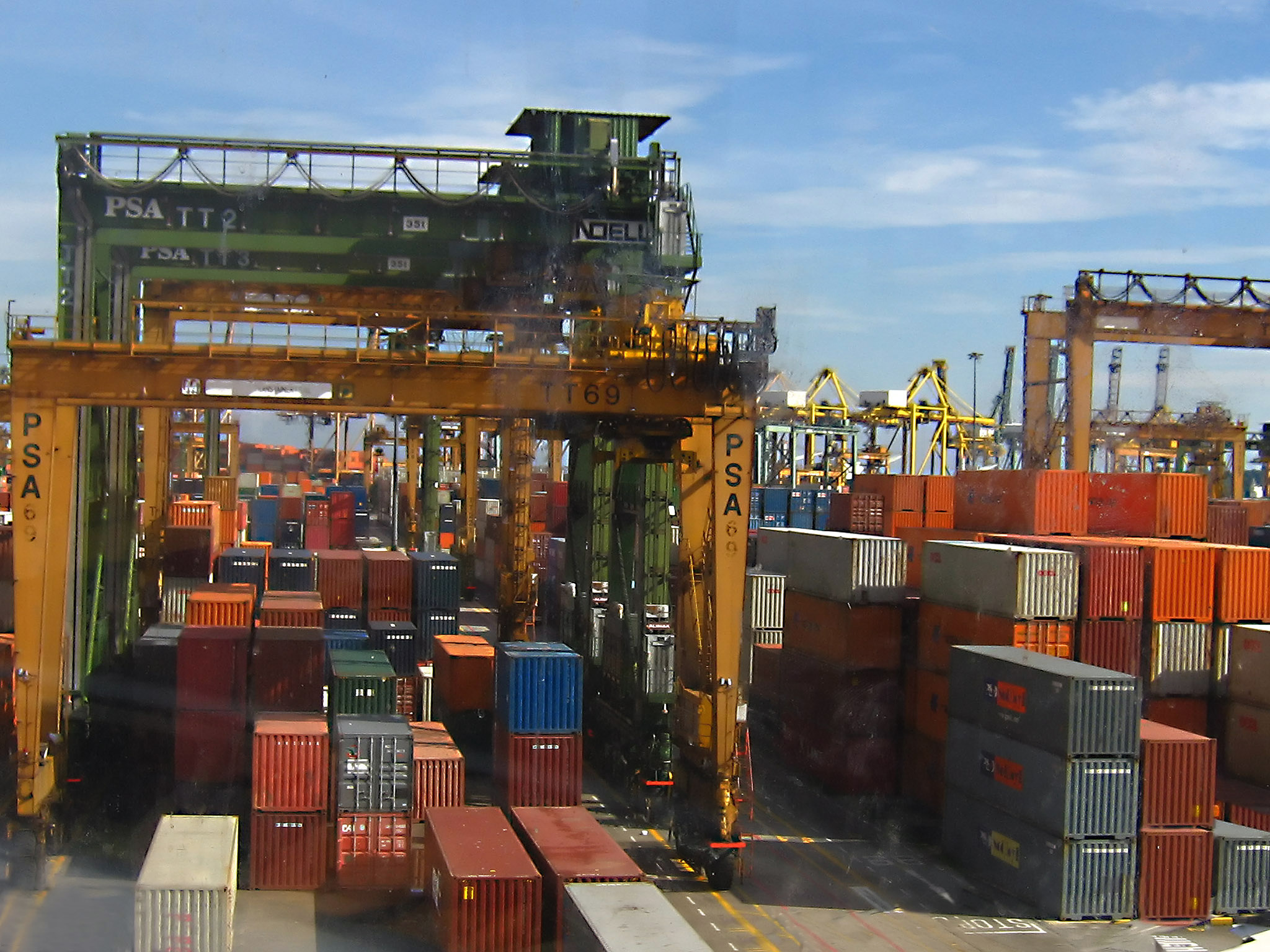
ケッペル・コンテナターミナル

マレーシア、インドネシアの近場の島々にはボート、フェリーが就航している。クルーズ客船の誘致も積極的に行なっており、マレーシアのスタークルーズもシンガポールを拠点に運行している。政府は2015年までにクルーズ旅客数160万人を目標としている。フェリーターミナルはチャンギ・フェリーターミナル、チャンギ・ポイント・フェリー・ターミナル、タナ・メラ・フェリー・ターミナル、シンガポール・クルーズセンターがある。
シンガポールはマラッカ・シンガポール海峡に位置し、今日の海運にとっては欠かせない位置にある。19世紀から海運の要所として発展してきた。港はPSAインターナショナル（シンガポール港湾局の一部を民営化し成立したメガターミナルオペレーター）と、JTCコーポレーションの子会社であるジュロンポートが運営している。ジュロン港は世界で最も忙しい港のうちの一つで2004年には10.4億トンを取り扱った。シンガポール港はコンテナ取り扱い数で世界第二位。2004年には2130万TEUを取り扱った。積み替え港（トランスシップメント）としては世界で一番忙しい港である。また、船燃料販売の世界一のハブでもあり、2004年には2360万トンの燃料を販売した。
2007年には香港、上海を抜きコンテナ取り扱い世界一に返り咲いた。またアジア最優秀港にも選ばれた。

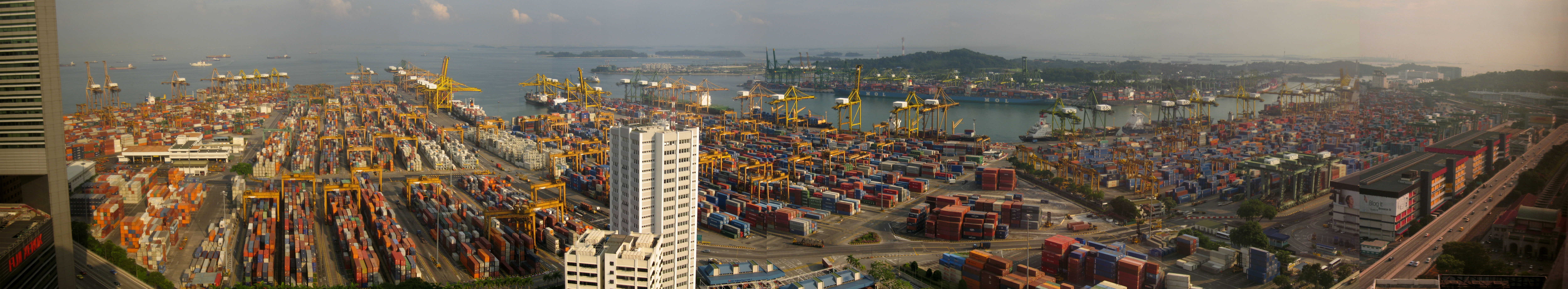
シンガポール港の一部

| 港                         | Operator                    | 種別     | バース | 長さ (m) | クレーン | 広さ (m²) | キャパシティ |
| -------------------------- | --------------------------- | -------- | ------ | -------- | -------- | --------- | ------------ |
| ブラニ (BT)                | PSAインターナショナル       | コンテナ | 9      |          | 31       | 790,000   |              |
| Cosco-PSA (CPT)            | Cosco/PSAインターナショナル | コンテナ | 2      | 720      |          | 228,000   | >10億TEU     |
| ジュロン                   | JTCコーポレーション         | 多目的   | 23     | 4,486    |          | 1,200,028 |              |
| ケッペル (KT)              | PSAインターナショナル       | コンテナ | 14     |          | 36       | 960,000   |              |
| パシール・パンジャン (PPT) | PSAインターナショナル       | コンテナ | 12     |          | 49       | 1,770,000 |              |
| パシール・パンジャン埠頭   | PSAインターナショナル       | 通常     |        |          |          |           |              |
| センバワン                 | PSAインターナショナル       | 通常     |        |          |          |           |              |
| タンジョン・パガー (TPT)   | PSAインターナショナル       | コンテナ | 8      |          | 27       | 840,000   |              |

### 航空

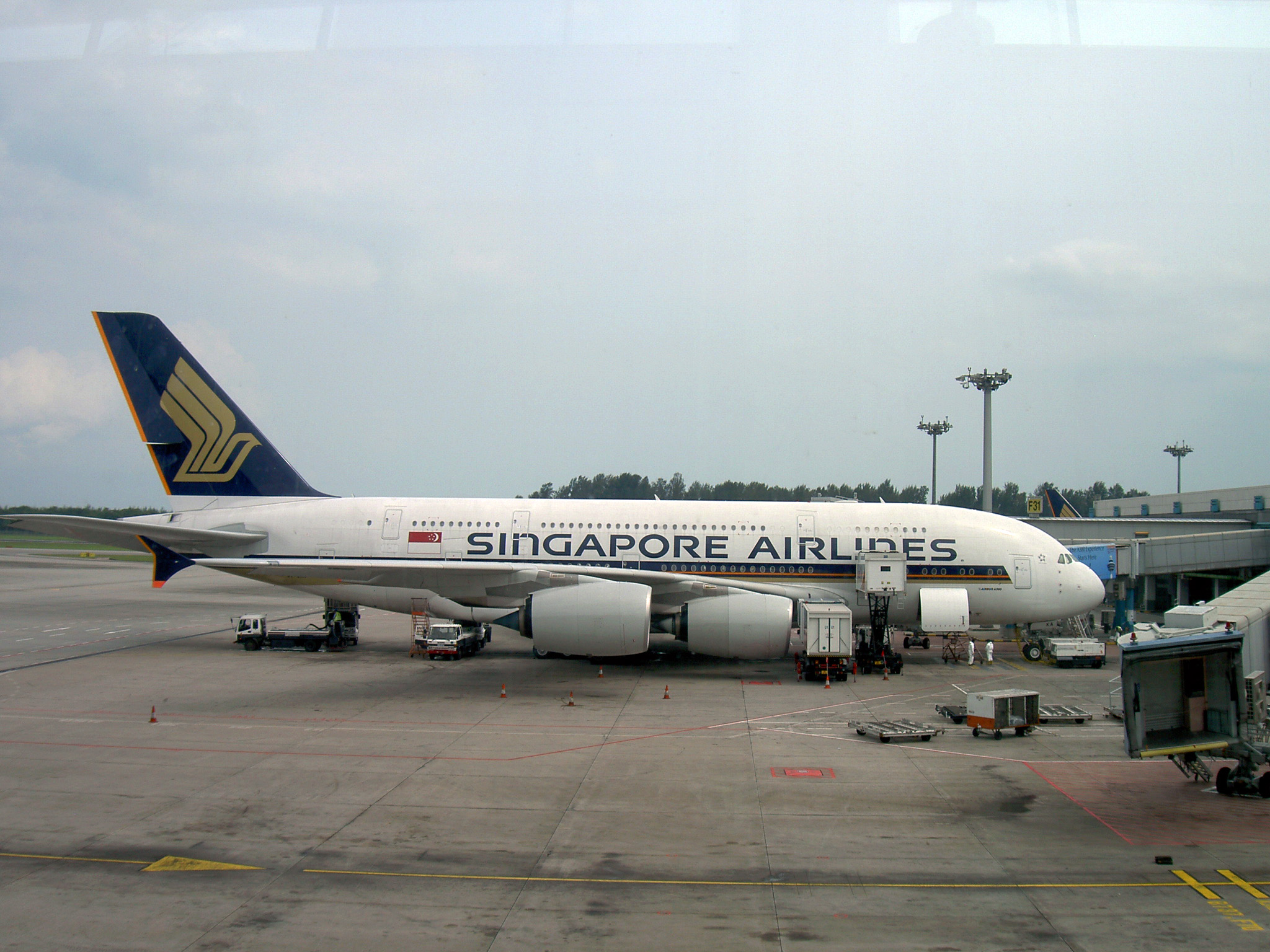
シンガポール航空のA380

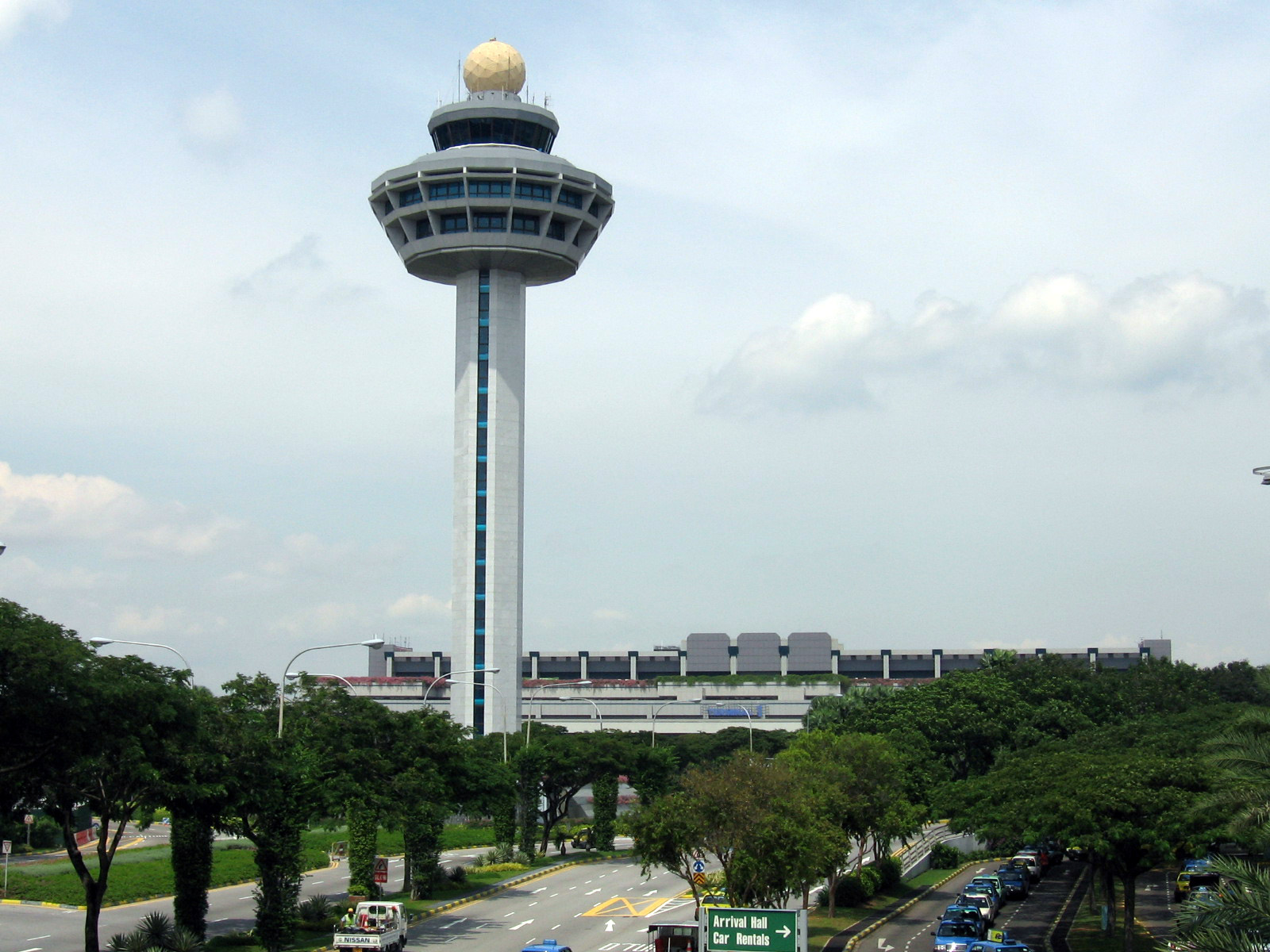
シンガポール・チャンギ国際空港の管制塔

詳細は「シンガポールの航空」を参照
シンガポールの航空はシンガポールの経済にとって無くてはならないものとなっている。アジアの中で旅客では6番目、貨物では4番目に忙しい空港であり、アジアの空運のハブである。また、産業は物流のみならず、航空機のメンテナンス、修理、オーバーホールなどにも波及している。
2009年の航空産業は直接的、間接的なものも含めてS$142億の経済効果があり、シンガポールの国内総生産の5.4%を占めている。内訳はS$87億が航空産業の直接的なもの、残りはS$31億が製品・サービスの提供による販売、S$24億が従業員、製品・サービス提供者の購入によるものである。58000人の直接的な雇用があり、間接的な製品・サービスの提供者も含めれば119000人の雇用があり、この内18000人は航空機製造、15000人は航空会社、24000人は空港・グランドサービスである。産業全体のからの税収はS$15億(2009年)にも上る。
上記の通りシンガポールの航空会社は特に経済にとって重要であり、直接的、間接的なものも含め、S$55億の経済効果をもたらし、34000人の雇用を創出している。

#### 歴史

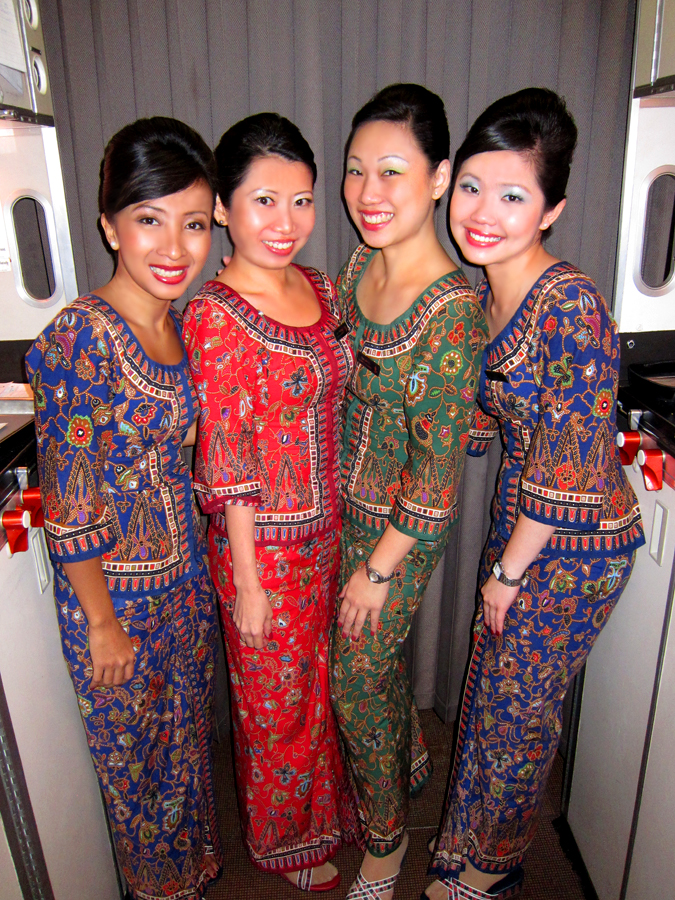
サロンケバヤの制服を纏った女性キャビンアテンダント (2004年2月)

1937年にオーストラリア人のワーン・ブラザーズが始めたワーン・エア・サービスが8人乗りのデ・ハビランド DH.89 ドラゴン・ラピードに首長のラッフルズを載せマラヤのクアラルンプール、ペナンに初めてのフライト（試験飛行）を行った。7月28日から、この3都市間で商業運行を続けていたが、第二次世界大戦でマラヤ、シンガポールは日本に占領され休止。世界大戦後に運行が再開されることはなかった。
1947年5月1日にオーシャン・スチームシップ・カンパニー・オブ・リバプール、ストレーツ・スチームシップ・カンパニー・オブ・シンガポール、インペリアル・エアウェイズによってマラヤ航空が設立された。初めてのフライトは設立直前の1947年4月2日で、シンガポールからクアラルンプールまで、2発機のエアスピード AS.65 コンサルが使用された。定期便はシンガポールとクアラルンプール、イポー、ペナンを結んだ。その後も拡大を続け、技術的な支援を他のコモンウェルス諸国の航空会社（英国海外航空やカンタス帝国航空など）が担った他、IATAにも加盟した。1955年には多くのDC-3を運行し、その他の機体にはDC-4、ビッカース バイカウント、ロッキード 1049 スーパーコンステレーション、ブリストル ブリタニア、デ・ハビランド DH.106 コメット4、フォッカー F27があった。1957年に州営の株式会社となった。
1963年にマラヤ、シンガポール、サバ、サラワクがマレーシア連邦を結成したのを機にマラヤ航空（Malayan Airways）からマレーシア航空（Malaysian Airways）に社名を変更。ボルネオ航空も吸収した。シンガポールの独立後の翌年1966年にマレーシア・シンガポール航空に社名を変更。マレーシア・シンガポール航空はすぐに拡大し、1967年には初めてとなるボーイング機、ボーイング707を導入した。本部もシンガポールに高層の本社ビルを作り、移転した。ボーイング 737もその後すぐに導入された。
1972年にマレーシア・シンガポール航空はシンガポールとマレーシアの政治的な決裂によってシンガポール航空とマレーシア航空（Malaysian Airlines System）に分割された。シンガポール航空は10機あったボーイング707と737のすべて、シンガポール発着の国際便のすべて、シンガポールの本社、J・Y・ピレイ（チーフ）を獲得した。女性キャビンアテンダントもサロンケバヤの制服を変わらず着用することとなった。サロンケバヤの制服は1968年に地元広告社のベイテイ・アッズ（Batey Ads）が民族衣装であるサロンとケバヤから作り出し、シンガポールガールとして売り込んだのが始まりである。

#### 市場

オープンスカイ協定をシンガポールと結んでいる国

国土が狭く、国内線市場が存在しないシンガポールにとって自国の航空会社の国際線市場の拡大、他国の航空会社のシンガポールの空港利用の促進は急務であった。シンガポールは90以上の国・地域と航空業務提携を結んでおり、東南アジアの中でも最も自由な航空自由化政策を採っている。オープンスカイ協定の推進者でもあり、30以上の国とオープンスカイ協定を結んでいる。
2006年6月に欧州連合にとってアジアで初となる航空協定を結び、2007年10月2日にはイギリスにとって二国目の航空完全自由化を実現。1997年にアメリカにとってアジアで初となるオープンスカイ協定を結び、アラブ首長国連邦とも航空自由化協定を結んだ。

##### オープンスカイ協定
| 国                     | 締結日                      | 発効日         | 概要                                    | 出典                 |
| ---------------------- | --------------------------- | -------------- | --------------------------------------- | -------------------- |
| オーストリア           |                             |                |                                         |                      |
| バーレーン             | 2005年4月7日                |                | 第1から第6までの自由、貨物は第7の自由。 | [ 22 ]               |
| ベルギー               |                             |                |                                         |                      |
| ブルネイ・ダルサラーム | 2001年5月1日 2004年12月27日 | 2001年12月21日 | 第1から第6までの自由、貨物は第7の自由。 | [ 23 ] [ 24 ]        |
| ブルガリア             | 2009年10月22日              |                | 第1から第6までの自由。                  | [ 25 ]               |
| チリ                   | 2001年5月1日                | 2002年4月9日   | 第1から第6までの自由、貨物は第7の自由。 | [ 23 ]               |
| クック諸島             |                             | 2006年7月23日  | 第1から第6までの自由、貨物は第7の自由。 | [ 26 ]               |
| チェコ                 | 2009年1月19日               |                | 第1から第6までの自由。                  | [ 27 ]               |
| デンマーク             | 2008年1月29日               |                | 第1から第6までの自由、貨物は第7の自由。 | [ 28 ]               |
| フィンランド           |                             |                |                                         |                      |
| ドイツ                 |                             |                |                                         |                      |
| アイスランド           | 2009年1月23日               |                | 第1から第7までの自由。                  | [ 29 ]               |
| アイルランド           | 2006年12月13日              |                | 第1から第6までの自由。                  | [ 30 ]               |
| クウェート             | 2008年11月4日               |                | 第1から第6までの自由。                  | [ 31 ]               |
| リトアニア             | 2009年10月20日              |                | 第1から第7までの自由。                  | [ 32 ]               |
| ルクセンブルク         |                             |                |                                         |                      |
| マルタ                 | 2008年8月8日                | 2010年12月1日  | 第1から第7までの自由。                  | [ 33 ]               |
| ニュージーランド       | 2001年5月1日                | 2001年12月21日 | 第1から第6までの自由、貨物は第7の自由。 | [ 23 ]               |
| ノルウェイ             | 2008年1月29日               |                | 第1から第6までの自由、貨物は第7の自由。 | [ 28 ]               |
| オマーン               | 2009年1月20日               |                | 第1から第6までの自由。                  | [ 34 ]               |
| ペルー                 | 2009年8月27日               |                | 第1から第6までの自由、貨物は第7の自由。 | [ 35 ]               |
| ポルトガル             | 2008年2月27日               | 2010年         | 第1から第6までの自由。                  | [ 36 ]               |
| カタール               | 1988年                      |                |                                         |                      |
| ルーマニア             | 2008年2月27日               |                | 第1から第6までの自由。                  | [ 37 ]               |
| サモア                 |                             | 2002年11月9日  | 第1から第6までの自由、貨物は第7の自由。 | [ 26 ]               |
| スロバキア             | 2007年11月22日              | 2007年11月22日 | 第1から第6までの自由                    | [ 38 ]               |
| スロベニア             |                             |                |                                         |                      |
| スペイン               |                             |                |                                         |                      |
| スリランカ             | 2003年10月1日 2005年8月4日  |                | 第1から第7までの自由。                  | [ 39 ] [ 40 ] [ 41 ] |
| スウェーデン           | 2008年1月29日               |                | 第1から第6までの自由、貨物は第7の自由。 | [ 28 ]               |
| タイ王国               | 2004年12月27日              |                | 第1から第6までの自由。                  | [ 24 ]               |
| トンガ                 |                             | 2004年1月20日  | 第1から第6までの自由、貨物は第7の自由。 | [ 26 ]               |
| アラブ首長国連邦       | 2004年2月26日               |                | 第1から第9までの自由。                  | [ 42 ]               |
| イギリス               | 2007年10月2日               | 2008年3月      | 第1から第9までの自由。                  | [ 43 ]               |
| アメリカ               | 2001年5月1日                | 2001年12月21日 | 第1から第6までの自由、貨物は第7の自由。 | [ 23 ] [ 44 ]        |
| ザンビア               | 2008年11月27日              |                | 第1から第6までの自由。                  | [ 37 ]               |

括弧内は週あたりの最大便数

#### 航空会社
シンガポールには定期便を運行している航空会社が6社ある。これらの航空会社で約70都市を繋いでいる。
- ジェットスター・アジア航空- 2004年設立
- スクート- 2011年設立
- シルクエア- 1976年設立
- シンガポール航空- 1947年設立 (マラヤ航空として)
- タイガーエア- 2003年設立
- バリューエア- 2004年設立 (ジェットスター・アジア航空と合併し持ち株会社のオレンジスターを設立。)

#### 空港
詳細は「シンガポールの空港の一覧」を参照
シンガポール・チャンギ国際空港は東南アジアで重要なハブ空港である。空港はシンガポールの東部に位置しており、約60カ国、185都市を繋いでいる。年間6400万人の旅客を扱う事ができる。
セレター空港はシンガポールで初めての民間空港であり、現在もプライベートジェトが使っている。また、定期便としてベルジャヤ航空がマレーシアのティオマン島とレダン島を結んでいる。
| 空港                           | ICAO | IATA | 種別      | 滑走路 | 長さ (ft) | 長さ (m) | 備考             |
| ------------------------------ | ---- | ---- | --------- | ------ | --------- | -------- | ---------------- |
| パヤ・レバー空軍基地           | WSAP | QPG  | 軍用      | 舗装   | 12400     | 3800 m   | 以前は民間       |
| セレター空港                   | WSSL | XSP  | 民間/軍用 | 舗装   | 5300      | 1615     | チャーター便が主 |
| センバワン空軍基地             | WSAG |      | 軍用      | 舗装   | 3000      | 914      |                  |
| シンガポール・チャンギ国際空港 | WSSS | SIN  | 民間      | 舗装   | 13200     | 4000     |                  |
| テンガー空軍基地               | WSAT | TGA  | 軍用      | 舗装   | 8900      | 2713     |                  |

#### ヘリポート
詳細は「シンガポールのヘリポートの一覧」を参照